# Planetna jezgra
Planetna jezgra sastoji se od najunutarnjih slojeva (slojeva) planeta. Jezgre određenih planeta mogu biti potpuno krute ili potpuno tekuće, ili mogu biti smjesa čvrstih i tekućih slojeva, kao što je slučaj kod Zemljie U Sunčevom sustavu veličina jezgre može se kretati od oko 20% ( Mjesec ) do 85% planetnog radijusa (Merkur).
Plinoviti divovi također imaju jezgre, iako je o njihovom sastavu i dalje vode rasprave i mogući su sastavi od kamena/željeza, leda ili tekućeg metalnog vodika. Jezgre plinovitih divova proporcionalno su mnogo manje od onih kod stjenovitih planeta, iako njihove ipak mogu biti znatno veće od Zemljinih; Jupiter ima jednu 10–30 puta težu od Zemlje, a egzoplanet HD149026 b može imati jezgru 100 puta masivniju od Zemlje.
Planetne jezgre izazovno je proučavati jer je do njih nemoguće doći bušilicom i gotovo da nema uzoraka koji su definitivno iz jezgre. Stoga se alternativne tehnike poput seizmologije, fizike minerala i dinamike planeta moraju kombinirati kako bi znanstvenici dobili razumijevanje planetnih jezgara.

## Otkriće

### Zemljina jezgra
Godine 1798. Henry Cavendish je izračunao da je prosječna gustoća Zemlje 5,48 puta veća od gustoće vode (kasnije redefinirana na 5,53), to je dovelo do prihvaćenog vjerovanja da je Zemlja u svojoj unutrašnjosti mnogo gušća. Nakon otkrića željeznih meteorita, Wiechert je 1898. pretpostavio da je Zemlja imala rasuti sastav sličan željeznim meteoritima, ali željezo se našlo u unutrašnjosti Zemlje, a kasnije je to predstavio integriranjem nasipne gustoće Zemlje s nestalim željezom i niklom kao jezgra. Prva detekcija Zemljine jezgre dogodila se 1906. godine od strane Richarda Dixona Oldhama nakon otkrića zone P-vala; tekuće vanjske jezgre. Do 1936. seizmolozi su odredili veličinu cjelokupne jezgre kao i granicu između tekuće vanjske jezgre i čvrste unutarnje jezgre.

### Mjesečeva jezgra
Unutrašnja struktura Mjeseca okarakterizirana je 1974. godine koristeći seizmičke podatke prikupljene misijama Apollo pri potresima. Mjesečeva jezgra ima radijus od 300 km. Mjesečeva željezna jezgra ima tekući vanjski sloj koji čini 60% volumena jezgre, s čvrstom unutarnjom jezgrom.

### Jezgre stjenovitih planeta
Jezgre stjenovitih planeta u početku su karakterizirane analizom podataka svemirskih letjelica, poput NASA-inog Marinera 10 koji je proletio Merkurom i Venerom kako bi promatrao njihove površinske karakteristike. Jezgre ostalih planeta ne mogu se izmjeriti seizmometrima na njihovoj površini, pa se umjesto toga moraju zaključiti na temelju izračuna iz ovog prolaznog promatranja. Masa i veličina mogu pružiti proračun prvog reda komponenata koje čine unutrašnjost planetarnog tijela. Struktura stjenovitih planeta ograničena je prosječnom gustoćom planeta i trenutkom njegove inercije . Trenutak tromosti za diferencirani planet manji je od 0,4, jer je gustoća planeta koncentrirana u središtu. Merkur ima trenutak inercije 0,346, što je dokaz za jezgru. Izračuni očuvanja energije kao i mjerenja magnetskog polja također mogu ograničiti sastav, a površinska geologija planeta može karakterizirati diferencijaciju tijela od njegovog nakupljanja. Jezgre Merkura, Venere i Marsa čine oko 75%, 50%, odnosno 40% njihovih radijusa.

## Formiranje

### Akrecija
Planetarni sustavi nastaju od spljoštenih diskova prašine i plina koji srastaju brzo (u roku od nekoliko tisuća godina) u planetezimale oko 10 km u promjeru. Odavde gravitacija preuzima stvaranje planetarnih embrija veličine od Mjeseca do Marsa (105 - 106 godina) i oni se razvijaju u planetarna tijela tijekom dodatnih 10-100 milijuna godina.
Jupiter i Saturn najvjerojatnije su se stvorili oko prethodno postojećih stjenovitih i/ili ledenih tijela, pretvarajući ove prethodne iskonske planete u jezgre plinovitih planeta. Ovo je model akrecije planetarne jezgre.

### Diferencijacija
Planetna diferencijacija široko se definira kao razvoj od jedne stvari do mnogih stvari; homogeno tijelo na nekoliko heterogenih komponenata. Izotopski sustav hafnij-182/volfram-182 ima poluvijek od 9 milijuna godina, a aproksimira se kao izumrli sustav nakon 45 milijuna godina. Hafnij je litofilni element, a volfram je siderofilni element. Dakle, ako se segregacija metala (između Zemljine jezgre i plašta) dogodila ispod 45 milijuna godina, silikatni rezervoari razvijaju pozitivne Hf/W anomalije, a metalni rezervoari dobivaju negativne anomalije u odnosu na nediferencirani hondritski materijal. Primijećeni omjeri Hf/W u željeznim meteoritima ograničavaju segregaciju metala na manje od 5 milijuna godina, omjer Hf/W na Zemljinom plaštu stavlja Zemljinu jezgru kao odvojenu unutar 25 milijuna godina. Nekoliko čimbenika kontrolira segregaciju metalne jezgre, uključujući kristalizaciju perovskita. Kristalizacija perovskita u ranom oceanu magme postupak je oksidacije i može potaknuti proizvodnju i ekstrakciju metala željeza iz izvorne silikatne taline.

### Spajanje jezgara/udari
Sudari između tijela veličine planeta u ranom Sunčevom sustavu važni su aspekti u formiranju i rastu planeta i planetarnih jezgri.

#### Sustav Zemlja – Mjesec
Hipoteza divovskog udara navodi da je udar između teoretskog planeta Teje i rane Zemlje formirao modernu Zemlju i Mjesec. Tijekom ovog udara većina željeza iz Teje i Zemlje ugradila se u Zemljinu jezgru.

#### Mars
Spajanje jezgara između proto-Marsa i drugog diferenciranog planetoida moglo je biti brzo čak 1000 godina ili sporo kao 300 000 godina (ovisno o viskoznosti obje jezgre).

## Kemija

### Određivanje primarnog sastava - Zemlja
Korištenjem hondritičkog referentnog modela i kombiniranjem poznatih sastava kore i plašta može se odrediti nepoznata komponenta, sastav unutarnje i vanjske jezgre; 85% Fe, 5% Ni, 0,9% Cr, 0,25% Co i svi ostali vatrostalni metali u vrlo niskoj koncentraciji. To ostavlja Zemljinu jezgru s 5-10% težinskog manjka za vanjsku jezgru, i 4-5% težinskog manjka za unutarnju jezgru; što se pripisuje lakšim elementima koji bi trebali biti kozmički obilni i topljivi u željezu; H, O, C, S, P i Si. Zemljina jezgra sadrži polovicu zemaljskog vanadija i kroma, a može sadržavati i znatne količine niobija i tantala. Zemljina jezgra osiromašena je germanija i galija.

### Komponente deficita težine - Zemlja
Sumpor je snažno siderofilan i samo je umjereno hlapljiv i osiromašen u silikatnoj zemlji; tako može iznositi 1,9 težine % Zemljine jezgre. Sličnim argumentima fosfor može biti prisutan do 0,2 % mase. Vodik i ugljik, međutim, vrlo su hlapljivi i zbog toga bi bili izgubljeni tijekom ranog nakupljanja i stoga mogu činiti samo 0,1 do 0,2 % težine. Silicij i kisik tako čine preostali maseni deficit Zemljine jezgre; premda je obilje svakog od njih još uvijek predmet kontroverze koja se uglavnom vrti oko pritiska i oksidacijskog stanja Zemljine jezgre tijekom njenog nastanka. Ne postoje nikakvi geokemijski dokazi koji uključuju bilo koji radioaktivni element u Zemljinoj jezgri. Usprkos tome, eksperimentalni dokazi otkrili su da je kalij snažno siderofilan na temperaturama povezanim sa stvaranjem jezgre, stoga postoji potencijal za kalij u planetnim jezgrama, a time i kalij-40.

### Izotopski sastav - Zemlja
Omjeri izotopa hafnij/volfram (Hf/W), u usporedbi s hondritičkim referentnim okvirom, pokazuju značajno obogaćivanje u silikatnoj zemlji što ukazuje na iscrpljivanje u Zemljinoj jezgri. Željezni meteoriti, za koje se vjeruje da su rezultat vrlo ranih procesa frakcioniranja jezgre, također su iscrpljeni.

### Meteoriti palazita
Smatra se da se palaziti tvore na granici jezgre-plašta ranog planetezimala, premda nedavna hipoteza sugerira da su to mješavine materijala jezgre i plašta generirane udarima.

## Dinamika

### Dinamo
Dinamo teorija je predloženi mehanizam koji objašnjava kako nebeska tijela poput Zemlje generiraju magnetska polja. Prisutnost ili nedostatak magnetskog polja može pomoći u ograničavanju dinamike planetarne jezgre (Za daljnje pojedinosti pogledajte Zemljino magnetsko polje).  Toplinski uzgon iz rashlađene jezgre sam po sebi ne može pokretati potrebnu konvekciju kako je naznačeno modelom, pa je potrebna uzgonska kompozicija (iz faznih prijelaza). Na Zemlji, uzgon potječe od kristalizacije unutarnje jezgre (koja se može dogoditi kao rezultat temperature). Primjeri uzgona sastava uključuju oborine željeznih legura na unutarnju jezgru i tekućinu koja se ne miješa, što može utjecati na konvekciju i pozitivno i negativno, ovisno o temperaturi okoline i tlakovima. Ostala nebeska tijela koja pokazuju magnetska polja su Merkur, Jupiter, Ganimed i Saturn.